# Cyanotis beddomei
Cyanotis beddomei là một loài thực vật có hoa trong họ Commelinaceae. Loài này được (Hook.f.) Govaerts mô tả khoa học đầu tiên.